# Baron Dufferin i Claneboye
Baroneci Blackwood of Killyleagh
- 1763–1774: Robert Blackwood, 1. baronet
- 1774–1799: John Blackwood, 2. baronet
- 1799–1836: James Stevenson Blackwood, 3. baronet

Baronowie Dufferin i Claneboye 1. kreacji (parostwo Irlandii)
- 1800–1807: Dorcas Blackwood, 1. baronowa Dufferin i Claneboye
- 1807–1836: James Stevenson Blackwood, 2. baron Dufferin i Claneboye
- 1836–1839: Hans Blackwood, 3. baron Dufferin i Claneboye
- 1839–1841: Price Blackwood, 4. baron Dufferin i Claneboye
- 1841–1902: Frederick Temple Hamilton-Temple-Blackwood, 5. baron Dufferin i Claneboye, kreowany baronem Clandeboye w 1850, hrabią Dufferin i wicehrabią Claneboye w 1871 oraz markizem Dufferin i Ava oraz hrabią Ava w 1888.

Markizowie Dufferin i Ava 1. kreacji (parostwo Zjednoczonego Królestwa)
- 1888–1902: Frederick Temple Hamilton-Temple-Blackwood, 1. markiz Dufferin i Ava
- 1902–1918: Terence John Temple Hamitlon-Temple-Blackwood, 2. markiz Dufferin i Ava
- 1918–1930: Frederick Temple Hamilton-Temple-Blackwood, 3. markiz Dufferin i Ava
- 1930–1945: Basil Sheridan Hamilton-Temple-Blackwood, 4. markiz Dufferin i Ava
- 1945–1988: Sheridan Frederick Terence Hamilton-Temple-Blackwood, 5. markiz Dufferin i Ava

Baronowie Dufferin i Claneboye 1. kreacji (kontynuacja)
- 1988–1991: Francis George Blackwood, 10. baron Dufferin i Claneboye
- 1991 -: John Francis Blackwood, 11. baron Dufferin i Claneboye

Baroneci Blackwood of the Navy
- 1814–1832: Henry Blackwood, 1. baronet
- 1832–1851: Henry Martin Blackwood, 2. baronet
- 1851–1894: Henry Blackwood, 3. baronet
- 1894–1924: Francis Blackwood, 4. baronet
- 1924–1948: Henry Palmer Temple Blackwood, 5. baronet
- 1948–1979: Francis Elliot Temple Blackwood, 6. baronet
- 1979–1991: Francis George Blackwood, 7. baronet, od 1988 r. 10. baron Dufferin i Claneboye